# Fleetwood (släkt)
Fleetwood är ett ursprungligen engelskt efternamn. I Sverige bärs det av en svensk friherrlig ätt nr 49 från grevskapet Lancashire i England, känd sedan 1320, i svensk tjänst 1629. Ätten blev naturaliserad och introducerad som svensk adlig ätt 1649. Den upphöjdes i friherrlig värdighet 1654 och introducerades samma år.

## Vapenbeskrivning
"...Een fyradubbel fördeelt sköldh, der mit uthi hans förre gamble Fleetwoodz vapn. Uthi den öfverste skölden på högre och niderste på vänstre sijdan ett oprätt stående leijon af rödh färga uthi hvitt felt. Uthi den öfverste på vänstre och niderste skölden på högre sijdan een chrona uthi blått felt. Ofvan opå skölden tvenne öpne tornerehielmar, täcken och crantzerne medh hvit, blådt och gullt fördelte. Opå den vänstre hielmen ståår een chrona och deröfver ett rödt leijon, vändande sigh emoot vargen, och öfver den högre hielmen finnes i lijka måtto een chrona, hvaropå står een varg, seendes sigh tillbakar och varandes nogot sargat i den vänstre skuldran. Aldeles som dette vapn medh sine egendlige färgor härhoos repraesenterat och afmåhlat står..."

## Härstamning[1]
Släkten härstammar från grevskapet Lancaster i England. Äldste till namnet kände medlem är en William Fletwood (nämnd 1320). 
Säkert dokumenterade uppgifter föreligger dock först från 1500-talet. Thomas Fleetwood (1518–1570) från Heskin i Lancashire, till The Vache i Chalfont i Buckinghamshire, var skattmästare vid Kungliga myntet, parlamentsledamot och domare. Han förlänades 1548 det av ätten ännu idag brukade stamvapnet. 
Hans sonson, sir Miles Fleetwood (1576–1640) till Aldwinckle i grevskapet Northamptonshire, var riddare (knight), överskattmästare vid Förmyndarkammaren i London och parlamentsledamot.

## Kända medlemmar
- sir George Fleetwood (1605–1667), trädde i svensk tjänst 1629, blev överste för ett av honom i England värvat regemente till fot 1630 och slutligen generallöjtnant. Han gjordes till knight (med titeln sir) 1632 av Karl I av England, och introducerades på drottning Kristinas muntliga befallning 1649 i tredje klassen, svenneklassen, bland de år 1638 introducerade ätterna, men ätten uteslöts senare ur matrikeln såsom varande introducerad i högre värdighet. Han upphöjdes nämligen i friherrlig värdighet 1654 på Uppsala slott av drottning Kristina, och introducerades i denna egenskap samma år under nr 49 varvid den adliga ätten utgick. Han var son till sir Miles Fleetwood (1576–1640).

- Georg Wilhelm Fleetwood, född 26 september 1669 på Svanaholms säteri i Ås socken, Västbo härad, Jönköpings län, död 17 april 1728 i Kalmar, var en svensk friherre, militär och landshövding i Kalmar län mellan 1721 och 1728.

- Carl Mårten Fleetwood, född 22 januari 1703 i Jönköping, död 2 april 1751 i Nyköping, var en svensk friherre och landshövding i Hallands län 1745–1750 och Södermanlands län 1750–1751. Han var, genom sin hustru, herre till Lindö i Runtuna socken och till Nääs i Bärbo socken, båda i Södermanland.

- Lars Harald Adolf Fleetwood, född 1815, död 1907, var en svensk friherre och sjöassurandör. Han var sonsons sonsons son till Georg Fleetwood .

- Carl Reinhold Axel Georgsson Fleetwood, född 11 juli 1859 i Stockholm, död där 9 januari 1892, var en svensk friherre, kammarherre, diplomat och författare.

- Edvard Fleetwood (i riksdagen kallad Fleetwood i Odensviholm), född 8 maj 1862 i Höreda, Jönköpings län, död 19 maj 1924 i Odensvi församling, var en svensk friherre och riksdagspolitiker.

- Georg Wilhelm Fleetwood, född den 3 april 1882 i Göteborg, död den 2 augusti 1958 i Stockholm, var en svensk friherre och museiman. Han var sonson till Harald Fleetwood, dotterson till Gustaf Daniel Björck och bror till Harald Gustaf Fleetwood.

- Harald Gustaf Fleetwood, född den 22 juli 1879 i Göteborgs Kristine församling, död 5 augusti 1960 i Saltsjöbadens församling i Stockholms län[2], var en svensk friherre och riksheraldiker 1931–1953. Dessförinnan anställd som sekreterare i riksheraldikerämbetet. Han grundade tillsammans med Einar Kedja Heraldiska samfundet 1941 i Stockholm (återupplivat 1992).